# Крижова-Вес
Крижова-Вес (словац. Krížová Ves) — село и одноимённая община в районе Кежмарок Прешовского края Словакии. В письменных источниках начинает упоминаться с 1290 года.

## География
Село расположено в западной части края, на правом берегу реки Попрад, при автодороге 3103. Абсолютная высота — 617 метра над уровнем моря. Площадь муниципалитета составляет 11,93 км².

## Население
| Год:                | 1994 | 2004     | 2014     | 2024     |
| ------------------- | ---- | -------- | -------- | -------- |
| Количество человек: | 1480 | 1719     | 2121     | 2424     |
| Разница:            |      | +16,14 % | +23,38 % | +14,28 % |

По данным последней официальной переписи 2011 года, численность населения Крижовы-Веси составляла 2029 человек.
Национальный состав населения (по данным переписи населения 2011 года):
| Национальность | Численность, человек |
| -------------- | -------------------- |
| цыгане         | 1249                 |
| словаки        | 701                  |
| немцы          | 5                    |
| венгры         | 4                    |
| поляки         | 3                    |
| русины         | 1                    |
| украинцы       | 1                    |
| моравы         | 1                    |
| другие         | 1                    |
| не указана     | 42                   |